# 山田璋
山田 璋（やまだ しょう、1891年6月1日-1985年7月9日）は、日本の弁護士。第二東京弁護士会（二弁）会長、日本弁護士連合会（日弁連）副会長。二弁内会派清友会の長老格だった。

## 経歴
岡山県と鹿児島県出身（後述の父が1901年に鹿児島の第七高等学校造士館 (旧制)教授となったため）。1908年、鹿児島県立第二鹿児島中学校 (旧制)卒業。第一高等学校 (旧制)大学予科へ進学して1912年7月に卒業し、東京帝国大学法科大学独法科を1916年に卒業（法学士）。二松學舍中退。大学卒業後日清汽船に入社し上海支店勤務となるが間もなく退職し、中国製鉄取締役、藝備銀行監査役を歴任。
1920年に弁護士登録し、1926年に弁護士開業。戦前は上海で弁護士活動をしていたが、敗戦で引き揚げて東京の銀座に拠点を移す。第二東京弁護士会に所属し、会派「清友会」の成立期からのメンバー。1961年、第二東京弁護士会会長となる。そのほか、日弁連副会長、日弁連法制度調査会委員長などを歴任。

## 著名な親族
- 曾祖父 山田方谷[3] - 儒家・陽明学者
- 父 山田済斎（山田準）[7] - 漢学者・陽明学者、第七高等学校造士館 (旧制)教授、二松學舍名誉学長
  - 璋は二男[4][7]
- 弟 山田琢[8] - 中国学者、金沢大学名誉教授